# Prințesa și pilotul (anime)
Prințesa și pilotul (The princess and the pilot, jap. とある飛空士への追憶) este un film anime realizat în colaborare de studiourile Madhouse și TMS Entertainment, în regia lui Jun Shishido. Scenariul poartă semnătura lui Satoko Okudera, iar coloana sonoră a fost compusă de Shirō Hamaguchi. Lungmetrajul a avut premiera pe 1 octombrie 2011.
Pelicula este bazată pe light novel-ul japonez cu același titlu, scris de Koroku Inumura și ilustrat de Haruyuki Morisawa, publicat în februarie 2008 de editura Shogakukan Inc. Ulterior, povestea a fost adaptată și într-o serie manga, publicată în revista Monthly Shōnen Sunday între februarie 2009 și august 2011.
Universul ficțional creat în Prințesa și pilotul servește ca fundal narativ și pentru seria de romane The Pilot's Love Song (jap. とある飛空士への恋歌, Toaru Hikūshi e no Koiuta, „Cântec de dragoste pentru un anumit pilot”), publicată între 2009 și 2011, tot de Koroku Inumura. Aceasta a beneficiat la rândul ei de o adaptare anime, realizată de TMS Entertainment și difuzată în Japonia începând cu 6 ianuarie 2014 pe postul Tokyo MX.

## Rezumat
Într-o lume fantasy, unde cerul e dominat de motoare turate și nori de fum, tehnologiile inspirate din perioada interbelică se împletesc cu imaginația steampunk: avioane cu elice, portavioane masive și crucișătoare zburătoare ce brăzdează cerul. Două mari puteri se află într-un conflict nemilos – Regatul Levamme și Imperiul Amatsuvian. Luptele se poartă deasupra norilor, acolo unde viteza și manevrabilitatea fac diferența între viață și moarte. În acest duel aerian, Imperiul Amatsuvian are un as în mânecă: legendarele avioane Shinden. Cu motoarele amplasate în partea din spate și o construcție revoluționară, acestea străpung cerul cu o viteză amețitoare, umbrind șansele adversarilor din Regatul Levamme.
La începutul filmului, în timpul unei fastuoase petreceri, Prințul Carlo al Levamme îi cere mâna frumoasei Juana (Fana) del Moral. Tatăl tinerei primește vestea cu o bucurie imensă, văzând în această alianță promisiunea unui viitor strălucit pentru familia Moral. Fana fusese deja pregătită înaintea evenimentului să răspundă favorabil, întrucât intențiile prințului erau bine cunoscute. Totuși, logodna nu poate fi urmată imediat de nuntă. Prințul o roagă pe Fana să aștepte un an, timp în care el speră să pună capăt războiului. Anul trece, însă căsătoria nu pare mai aproape. Îndrăgostit, Carlo îi trimite zilnic logodnicei sale scrisori pline de afecțiune, spre încântarea servitoarelor, care îl privesc ca pe un bărbat remarcabil. Într-o noapte, forțele aeriene ale Imperiului Amatsuvian lansează un atac devastator asupra reședinței familiei Moral. În timpul bombardamentului, tatăl Fanei este ucis, iar pentru toată lumea devine evident că adevărata țintă fusese chiar Fana, viitoarea regină a Regatului Levamme. Conștient de pericolul iminent, Prințul Carlo îi ordonă colonelului Domingo Garcia, comandantul bazei aeriene din San Maltilia, să asigure transferul prințesei în siguranță spre capitală. Problema este că drumul spre capitală presupune o călătorie de aproximativ 12.000 de kilometri prin teritorii disputate sau aflate sub controlul inamicului. Batalionul Estic, condus de colonelul Garcia, nu dispune de resursele necesare pentru a-i oferi Fanei o escortă aeriană completă, așa că se recurge la o soluție riscantă: transportul prințesei la bordul unui avion de recunoaștere, singur și neînsoțit.
Planul este ca aparatul să se strecoare neobservat prin blocada amatsuviană, în timp ce restul forțelor Batalionului Estic vor crea o diversiune, atrăgând atenția inamicului departe de ruta aleasă. Pentru această misiune extrem de periculoasă, colonelul Garcia nu are altă opțiune decât să îl trimită pe cel mai bun pilot pe care îl are la dispoziție: Charles Karino. Deși are un talent de pilot incontestabil, Charles Karino este constant ținta batjocurii colegilor săi, care îl supun la sarcini umilitoare, precum spălatul rufelor. Motivul nu ține de abilitățile sale, ci de originea sa: Charles este un bestado – un „corcit”. Tatăl său provenea din Regatul Levamme, însă mama era din Imperiul Amatsuvian, fapt care îl face, în ochii camarazilor, o persoană nedemnă de încredere, având „sânge de inamic” în vine.
Primele cadre ale filmului dezvăluie o parte din trecutul dificil al lui Charles, marcat de greutăți și nedreptăți încă din copilărie. Alte detalii din biografia sa apar în dialogul cu colonelul Garcia, atunci când acesta îi prezintă misiunea. Întrebat cum a învățat să piloteze, Charles povestește că, încă din copilărie, a lucrat la aeroportul Almeria, unde petrecea ore întregi urmărind avioanele în zbor – o experiență care i-a aprins pasiunea și i-a format instinctele de pilot. Garcia îl ironizează, spunând că „a furat meseria cu ochii, ca un șobolan de canal”, însă, în sinea lui, știe că are în față cel mai bun pilot din San Maltilia și că nu există nimeni mai pregătit pentru a îndeplini această misiune. Pentru transportul prințesei, Charles primește cel mai performant aparat de zbor din dotarea forțelor aeriene ale Regatului Levamme: un avion de recunoaștere botezat Santa Cruz. Capabil să atingă viteze de până la 620 km/h, acesta depășește majoritatea aeronavelor Levamme, însă rămâne mai lent decât temutele Shinden, lucru ce reprezintă principala amenințare pentru misiunea pilotului.
Colonelul Domingo Garcia își pune speranțele în diversiunea pregătită, mizând pe faptul că aceasta îi va permite lui Charles să evite întâlnirea cu avioanele de vânătoare amatsuviene. Traseul zborului va fi, în mare parte, deasupra oceanului, San Maltilia fiind o insulă despărțită de continent printr-o întindere de apă străpunsă de o cascadă uriașă. Această zonă este însă și cel mai periculos punct al călătoriei, unde sunt concentrate cele mai numeroase forțe inamice. Dacă totul ar decurge conform planului, Santa Cruz ar avea nevoie de doar trei opriri pentru realimentare, avionul fiind capabil să aterizeze pe apă și să folosească apa de mare pentru încărcarea bateriilor. Întâlnirea cu prințesa îi stârnește lui Charles amintiri din copilărie, fiind convins că a mai văzut-o odată, pe vremea când și ea era doar o fetiță. Primele dificultăți apar chiar înainte de decolare. Cortegiul de servitoare insistă ca toate bagajele prințesei să fie îndesate în avion, în ciuda protestelor mecanicilor, care avertizează că o astfel de încărcătură va împiedica Santa Cruz să atingă viteza maximă. Servitoarele susțin, însă, că aceasta este cantitatea minimă de lucruri cu care prințesa poate călători și că nu se poate altfel. Neavând de ales, Charles decolează cu întreaga încărcătură.
Prima etapă a călătoriei se desfășoară fără incidente, dar la prima oprire pentru realimentare pe apă, pilotul scoate bagajele pe aripa avionului și o obligă pe Fana să renunțe la tot ce nu este absolut necesar. Prințesa începe să răscolească valizele, căutând ce ar putea arunca, iar cadrele dezvăluie că acestea sunt pline de bijuterii și haine elegante. În timp ce răscolește prin bagaje, Fana își pierde echilibrul și cade în apă. Armura grea de protecție o trage rapid spre fund. Charles sare imediat după ea și reușește să o readucă la suprafață doar după ce îi desprinde armura, lăsând-o să se piardă în adâncuri.
Abia ajunși la suprafață, Charles zărește în depărtare o flotilă amatsuviană zburând la mică altitudine. O grăbește pe prințesă să urce în carlingă, abandonând bagajele care se scufundă în valuri, și reușește să ascundă avionul în spatele unei formațiuni stâncoase, evitând să fie detectat. Udată până la piele și fără haine de schimb, Fana tremură de frig. Charles îi oferă câteva pături și amândoi se încălzesc lângă un mic reșou. Pentru noapte, pilotul se oferă să rămână în carlingă, lăsând-o pe prințesă să se odihnească în barca pneumatică din trusa de salvare. Îngrijorată că el nu va dormi confortabil, Fana primește de la Charles un zâmbet liniștitor și răspunsul că pentru el nu e niciun fel de problemă.
A doua zi, în timpul zborului, cei doi zăresc din nou siluetele amenințătoare ale flotilei amatsuviene, iar gândurile lui Charles încep să fie umbrite de îngrijorare. Pericolul pare mereu aproape, iar misiunea tot mai dificilă. Spre seară, după a doua zi de zbor, în timp ce se pregătesc să înnopteze, pilotul decide să îi dezvăluie Fanei adevărata destinație: nu vor ajunge direct în capitală, ci pe insula Cyron, unde prințesa va fi preluată de o navă de război. Charles îi explică faptul că nu o poate duce personal în capitală, deoarece acest lucru ar afecta imaginea armatei. Oficial, călătoria ei trebuie să fie prezentată drept o victorie a Grupului Opt de Operațiuni Speciale. Fana, indignată, îl întreabă de ce acceptă să lase altora meritul misiunii lor. Charles îi răspunde calm că, odată ce călătoria se va încheia, va primi o sumă considerabilă de bani, suficientă pentru a trăi liniștit pe o insulă îndepărtată, departe de război. Discuția este brusc întreruptă de apariția unei flotile de război, care pare să caute ceva. Fana îl întreabă dacă este posibil ca codurile telegrafului militar să fie sparte, apoi îi mărturisește că logodnicul ei îi trimite zilnic scrisori prin telegraf. În unele dintre ele, acesta și-a exprimat îngrijorările legate de călătoria ei, dezvăluind detalii sensibile despre misiune. Realizând implicațiile, Charles se înfurie: neglijența prințului nu doar că le-a pus viețile în pericol, dar a făcut inutil sacrificiul celor care au orchestrat diversiunea pentru a-i asigura trecerea. Concluzia lui este dură și fără echivoc – prințului nu îi pasă de viețile soldaților.Tensiunea se risipește treptat, iar cei doi decid să-și continue misiunea. Dorind să-i ofere lui Charles un somn mai odihnitor, Fana propune să facă schimb de locuri de dormit. Însă, când încearcă să părăsească barca pneumatică, își pierde echilibrul și cade în apă pentru a doua oară. Charles se aruncă imediat și o salvează din nou. În conversația care urmează, pilotul își amintește fragmente din trecut: imagini cu Fana copil, venind spre el cu o privire blândă și încercând să-l liniștească după ce fusese bătut.
A doua zi, Charles și Fana zboară la altitudine joasă, sperând să rămână nevăzuți. Totuși, Fana observă pe apă o umbră suspectă, ca și cum cineva i-ar urmări. În scurt timp, se dovedește a fi o navă din flotila inamică. În doar câteva minute, Santa Cruz este încercuită de crucișătoarele aeriene amatsuviene, iar Charles înțelege că misiunea lor a fost deja deconspirată. O ploaie de rachete pornește spre ei, dar Charles, cu manevre îndrăznețe, reușește să le evite. Apoi își îndreaptă avionul direct către unul dintre crucișătoare, virând brusc în ultimul moment. Rachetele urmăritoare își continuă traiectoria și lovesc vasul inamic, provocând explozii violente. Din spatele carlingii, Fana privește scena și este tulburată de imaginea marinilor aruncați în gol de pe puntea distrusă. Charles ridică avionul deasupra norilor, crezând pentru o clipă că au scăpat. Însă liniștea e spulberată când carlinga este brusc lovită de o rafală de gloanțe. Din cețurile albe își face apariția o escadrilă de avioane Shinden. Charles este rănit, sângele îi pătează uniforma, iar Santa Cruz coboară din nou, de data aceasta direct în mijlocul unei furtuni violente.
Santa Cruz nu are viteza necesară pentru a scăpa de avioanele Shinden, iar tot ce poate face Charles este să evite tirul necruțător al inamicului. Într-un moment de curaj, Fana apucă mitraliera din spatele carlingii și încearcă să deschidă focul, însă arma este blocată. Lacrimile îi curg pe obraji, copleșită de sentimentul de neputință, dar Charles – deși rănit și slăbit – o liniștește. Are nevoie ca ea să îi vorbească, pentru a-l ține treaz și a împiedica pierderea cunoștinței. Fana începe să-i spună despre toți banii pe care îi va primi odată ce misiunea se va încheia, însă Charles îi răspunde că nu e vorba despre bani. Pentru prima dată în cariera lui, misiunea nu este să ia o viață, ci să salveze una – și pentru el, asta înseamnă în sfârșit ceva cu adevărat important. În cabina unuia dintre Shinden, locotenentul Takeo Chijiwa privește manevrele disperate ale adversarului și recunoaște cu admirație că nu a mai întâlnit niciun pilot din Levamme capabil să reziste atât de mult. Escadrila primește un ordin: sunt pe punctul de a ieși din raza de comunicare a flotei și trebuie să abandoneze urmărirea. Spre frustrarea camarazilor săi, Chijiwa dă comanda de retragere. Scăpat în cele din urmă, Charles reușește să aterizeze lângă o insulă aflată în apropierea marii cascade. Imediat după aterizare, se prăbușește inconștient. Fana îl scoate din carlingă, îl trage pe uscat și îi pansează rănile, folosind ca dezinfectant o sticlă de alcool fin pe care pilotul o primise cadou înainte de plecare. După ce Charles își revine din leșin, el și Fana camuflează avionul cu crengi și vegetație, apoi încep să lucreze împreună la reparații. Pericolul constant și munca cot la cot îi apropie tot mai mult. În timp ce lucrează, Charles își dă seama de unde o cunoaște pe Fana: de la un cântec pe care ea îl fredonează mereu. Mama lui fusese una dintre servitoarele prințesei. Pe vremea când era copil, Fana se temea de întuneric, iar mama lui Charles o liniștea cântându-i același cântec. Legătura caldă dintre ele nu a rămas neobservată de tatăl prințesei, care a decis să o alunge pe servitoare. Din acel moment, viața lui Charles a devenit un șir de greutăți. Mama sa a murit la scurt timp după ce a fost izgonită din reședința familiei Moral, iar el a fost nevoit să se descurce singur într-o lume ostilă, unde oamenii îl priveau cu dispreț din cauza originii sale. Tulburată de povestea lui, Fana mărturisește că nu mai dorește să ajungă în capitală. Nu mai vrea să devină regină și îl roagă pe Charles să rămână împreună pe o insulă, departe de război, pentru tot restul vieții. Charles îi amintește însă de datoriile pe care le are ca prințesă, responsabilități pe care nu le poate abandona. Furioasă, Fana ia restul de alcool rămas în sticlă, îl bea și, amețită, îl acuză pe pilot de lașitate. Îl provoacă să danseze, iar când acesta recunoaște că nu știe, ea se grăbește să-l învețe. Urmează o scenă de apropiere, ritmată de pași ezitanți și priviri prelungi, care este pe punctul de a se încheia cu un sărut. În ultimul moment însă, Charles se retrage.
A doua zi, cei doi își reiau drumul. Charles îi explică Fanei cum să folosească mitraliera din spatele carlingii și îi spune să tragă fără ezitare, chiar dacă i se pare că nu nimerește nimic. Nu trece mult și sunt reperați de flotila inamică. Crucișătoarele aeriene încearcă să le taie calea, deschizând focul. Printr-o serie de manevre spectaculoase, Charles reușește să străpungă barajul de foc și să lase în urmă navele de război ale Imperiului Amatsuvian. În fața lor, cerul se deschide liber… dar îi așteaptă un singur adversar: un avion Shinden pilotat de locotenentul Takeo Chijiwa, care, printr-o serie de semne, îi lansează lui Charles o provocare la un duel aerian. Pilotul din Santa Cruz înțelege că nu are altă opțiune decât să accepte. Avionul său nu dispune de armament ofensiv, în afara mitralierei din spatele carlingii, așa că planul lui Charles nu este să doboare inamicul, ci să scape prin manevre precise și îndrăznețe. Însă Shinden este nu doar mai rapid, ci și la fel de agil ca Santa Cruz, iar Chijiwa este un pilot de elită, capabil să copieze impecabil fiecare mișcare a adversarului. Charles îi pregătește totuși o surpriză. După un looping spectaculos, cele două aeronave ajung cot la cot. Chijiwa, convins că a câștigat, se pregătește să tragă. În acel moment, pentru prima dată, Charles îi rostește Fanei numele și îi ordonă să deschidă focul. Ambele aparate trag simultan: gloanțele lui Chijiwa lovesc fuselajul Santa Cruz, dar nu produc avarii majore, în timp ce Fana reușește o lovitură norocoasă – jumătate dintr-o aripă a Shinden-ului se desprinde. Avionul inamic se clatină în aer, incapabil să continue lupta. Charles se apropie, iar cei doi piloți își schimbă un salut scurt, respectuos, înainte ca fiecare să-și urmeze propria cale. Charles și Fana ajung mai devreme la punctul de întâlnire, unde izbucnește o discuție aprinsă. Prințesa îl invită pe pilot să vină în capitală pentru a asista la ceremonia de nuntă și încoronare, dar el încearcă să-i explice că nu va fi niciodată acceptat acolo. Intenționează să-și ia recompensa și să plece. Fana se revoltă, însă realitatea îi dă dreptate lui Charles. Când sosește nava de război, ofițerul aflat la comanda escortei îl lovește sub pretextul că s-a apropiat prea mult de prințesă. Apoi îi înmânează o pungă cu nisip de aur – nu înainte de a scoate pe furiș o parte din conținut și a o îndesa în buzunarele propriei uniforme. În același timp, îl amenință pe Charles cu spânzurătoarea dacă va îndrăzni să vorbească despre cele întâmplate. Ajunsă la bordul navei de război care urma să o ducă în capitală, Fana îi cere comandantului să îl primească și pe Charles la bord. Răspunsul este un refuz categoric. În timp ce discută, prințesa observă avionul Santa Cruz apropiindu-se și executând manevre elegante pe cer. Dorind să îl salute pentru ultima oară, ea cere să iasă pe puntea de observație, însă ofițerii îi refuză cererea, argumentând că nu face încă parte din familia regală și, prin urmare, nu poate da ordine. Fana reacționează impulsiv și îl împinge pe ofițerul din escortă care îl lovise pe Charles. Acesta se împiedică și cade, iar din buzunarele lui se împrăștie nisip de aur. Murmurul indignat al celor din jur face ca situația să devină clară, iar comandantul navei îi permite Fanei să urce pe puntea de observație. Ajunsă acolo, ea îl salută pe Charles. Pilotul răspunde cu o serie de manevre spectaculoase, asemănătoare unui dans aerian, apoi deschide carlinga și lasă nisipul de aur să cadă în ploaie strălucitoare peste nava prințesei. După un ultim salut, își îndreaptă avionul spre orizont și dispare.
Epilogul ne spune că regina Juana (Fana) a rămas în istorie drept cea care a adus pacea între Regatul Levamme și Imperiul Amatsuvian. Cât despre Charles, soarta lui a rămas un mister – niciun document nu consemnează ce s-a întâmplat cu el după această misiune. Potrivit epilogului, Fana se căsătorește cu prințul moștenitor și, în calitate de regină, reușește să aducă pacea între Regatul Levamme și Imperiul Amatsukami. După îndeplinirea misiunii, toate înregistrările referitoare la Charles au fost distruse, iar povestea lui a rămas necunoscută multă vreme.
Finalul, lăsat oarecum deschis, amintește rece și lucid că, uneori, cei mai mari eroi sunt cei care acționează din umbră și nu primesc niciodată recunoașterea cuvenită. Soarta lui Charles rămâne un mister.

## Distribuția
- Ryunosuke Kamiki – Charles Karino
- Seika Taketomi – Juana (Fana) del Moral
- Daisuke Ono – Carlo Levamme
- Takeshi Tomizawa – Takeo Chijiwa
- Yutaka Nakano – Domingo Garcia
- Masaki Terasoma – Diego del Moral (tatăl Fanei)

## Influențe istorice și tehnice
Designul avioanelor Shinden din film este inspirat de prototipul japonez Kyūshū J7W Shinden (震電, „Magnificent Lightning” – „Fulgerul magnific”), dezvoltat în timpul celui de-Al Doilea Război Mondial. Acesta era un avion de vânătoare cu elice, cu aripi montate în spatele fuselajului, configurație canard în partea frontală și motor amplasat în spate. Proiectat de Marina Imperială Japoneză (IJN) ca interceptor, J7W Shinden a fost conceput ca răspuns la raidurile aeriene americane asupra Insulelor Japoneze, efectuate cu bombardiere Boeing B-29 Superfortress. Aparatul urma să fie echipat cu patru tunuri frontale de 30 mm, fiind destinat interceptării rapide și manevrabilității ridicate. Până la încheierea războiului au fost construite doar două prototipuri. A existat și un proiect pentru o variantă cu motor cu reacție, care însă nu a depășit stadiul de plan.
Este posibil ca avionul Santa Cruz să fie inspirat de interceptorul japonez Nakajima Ki-87, proiectat de Divizia Tehnică a Armatei Imperiale Japoneze. Dezvoltat în 1942 ca proiect secundar, Ki-87 a fost finalizat abia în 1945 sub forma unui singur prototip. Deși prezintă unele similitudini vizuale, Ki-87 era un avion monoloc, în timp ce Santa Cruz este reprezentat în film ca având două locuri în carlingă.